# هیروشی تاکاهاشی (بازیکن تنیس روی میز)
هیروشی تاکاهاشی (انگلیسی: Hiroshi Takahashi؛ زادهٔ ) یک بازیکن تنیس روی میز اهل ژاپن است. 
وی در مسابقات کشوری و بین‌المللی در مجموع برنده ۴ مدال طلا، ۲ مدال نقره، ۱ مدال برنز شده‌است.